# Cornelius Hughes
Cornelius Hughes, detto Connie (... – Revere, 26 maggio 1966), è stato un criminale statunitense, di origini italiane.
Fu un malfattore-assassino di Charlestown, molto temuto negli anni sessanta, insieme al fratello Stevie ed i Fratelli McLaughlin. È considerato responsabile dell'assassinio di James McLean, capo della Winter Hill Gang, a Boston, Massachusetts, nel 1966 e di una quarantina di innocenti in quello stesso evento. Fu in seguito ucciso dai suoi stessi membri, Frank "Cadillac" Salemme e Joseph "The Animal" Barboza, in un quartiere suburbano di Revere, Massachusetts. Si dice che il colpo di pistola fu così violento che il suo cervello fu ritrovato su un tappettino della sua macchina.